# りゅう座EK星
りゅう座EK星（りゅうざEKせい、EK Draconis、EK Dra）或いはHD 129333は、りゅう座の方向に約112光年離れたところにある連星系で、その主星はりゅう座BY型に分類される回転変光星である。
主星の物理的性質は太陽とよく似ており、一方で年齢が数千万年と太陽に比べて大幅に若いため、幼年期の太陽の代役として天文学者の注目を集め、磁場の活動や恒星黒点について多くの研究が行われている。

## 経過
HD 129333が注目されたのは、ウィルソン山天文台で行われた、太陽近傍の晩期型主系列星でカルシウム一階電離イオン（Ca II）のH線・K線を測定し、彩層活動を調べる掃天観測がきっかけで、近接連星でないことがわかっているG型主系列星としては、極めて強いH線・K線が検出されたことによる。
一方、1983年にはHD 129333で光度変化が発見され、それが自転と連動する周期的な変化であるとみられたことから、HD 129333の表面に黒点が存在し、それが自転によってみえ方を変えることで変光する回転変光星と考えられた。その後、1993年に発表された第71次変光星名一覧において、HD 129333はりゅう座BY型変光星として、りゅう座EK星の変光星名を与えられた。
これらの性質から、りゅう座EK星は非常に若い太陽型星（ソーラーアナログ）ではないかと考えられて集中的に調べられ、実際にそうであることが明らかになると、幼年期の太陽の代役となる天体として、一層精力的に観測されるようになった。
また、分光観測で求めた視線速度の変化から、りゅう座EK星は連星であることが指摘されており、スペックル干渉法で調べた伴星候補の軌道運動と追加の視線速度情報から、連星であることが確実となり、軌道要素も求められた。

## 星系
りゅう座EK星系の主星（りゅう座EK星A）は、太陽によく似たG型主系列星である。
わかっている軌道要素によれば、連星系の公転周期はおよそ45年、軌道離心率は約0.82で、極端な楕円軌道をとっている。軌道運動から計算した伴星（りゅう座EK星B）の質量は、太陽のおよそ0.5倍で、暗いM型星と考えられている。
公転周期が長いことから、主星と伴星にの間に相互作用は起きておらず、連星ではあっても主星は単独のソーラーアナログと変わらない扱いができると考えられている。

## 特徴
| 太陽 | りゅう座EK星 |
| ---- | ------------ |
| 太陽 | Exoplanet    |

りゅう座EK星（A）は、スペクトル型がG1.5 Vに分類される。質量は、軌道運動の分析から計算すると太陽の9割程度となったが、恒星の理論進化模型に基づいて推定すると、太陽より若干大きいという結果になる。有効温度は約5,770Kで、金属量も元素の種類によって傾向の違いやばらつきはあるものの、全体としては太陽と同程度とされ、太陽とよく似ている。
一方、りゅう座EK星の年齢は数千万年程度と見積もられ、太陽より遥かに若い。年齢と整合するように、自転も非常に速く、自転周期は約2.6日で太陽の10分の1程度の短さである。金属元素のうちリチウムが特に過剰なことも、恒星の若さと整合性がある。年齢や空間運動速度から、りゅう座EK星はプレアデス運動星団の一員ではないかと考えられている。

### 活動性
りゅう座EK星は、太陽によく似ていて非常に若い恒星であるため、太陽型星の磁場活動が恒星の進化に伴ってどのように変化してゆくかを研究する恰好の目標である。
紫外線天文衛星IUEが観測した紫外線の輝線強度に基づく、りゅう座EK星の彩層及び遷移層における磁場活動の強さは、彩層で太陽の3倍から20倍、遷移層では太陽の20倍から100倍に上ると推定される。X線観測衛星ROSATによって、りゅう座EK星はX線源であることもわかっており、そのコロナのプラズマから発せられる軟X線は、太陽の300倍の強度がある。

### 黒点と変光
りゅう座EK星は、光度差がV等級で0.05等程度という弱い光度変化がみつかり、自転周期に則った周期性のある変化を示すことから、恒星の表面積の約6%を占める黒点によって不均一になった光球面が、恒星の自転によってみせ方を変えることで変光するものと考えられた。変光星総合カタログにおいても、回転変光星の一種であるりゅう座BY型変光星に分類されている。
その後、光球スペクトルの吸収線に現れる黒点成分の視線速度を基に、光球面と黒点の像を再現するドップラー・イメージングの手法によって、より詳しく黒点の分布が調べられるようになり、緯度で70°から80°付近の高緯度帯に安定して大きな黒点が存在すると報告された。この分布は、典型的な太陽黒点に比べて著しく高緯度であり、太陽とは別の物理過程の介在が疑われる。
ドップラー・イメージングによる黒点の分析はその後も続けられ、黒点は赤道方向へ向かって時間と共に移動し、1年以内でも緯度の変化がみてとれること、大きな黒点は中緯度帯にも高緯度帯にも現れること、低緯度ほど自転が速い差動回転が生じていること、太陽黒点に典型的な暗部と半暗部からなる構造が成り立つこと、静穏な光球面と比較して黒点は990Kから280Kくらい温度が低いこと、そしておよそ8.9年の黒点活動周期（太陽活動周期参照）が存在すること、などが指摘されている。
黒点による回転変光とは別に、りゅう座EK星では30年近く続く、1年あたり0.0057等という割合で一貫した減光傾向がみつかっている。この減光の理由は明らかではないが、ダイナモ機構の周期的活動が存在すると仮定した場合、りゅう座EK星においては39年周期が当てはまる可能性があり、これが原因の一つかもしれない。

### フレア

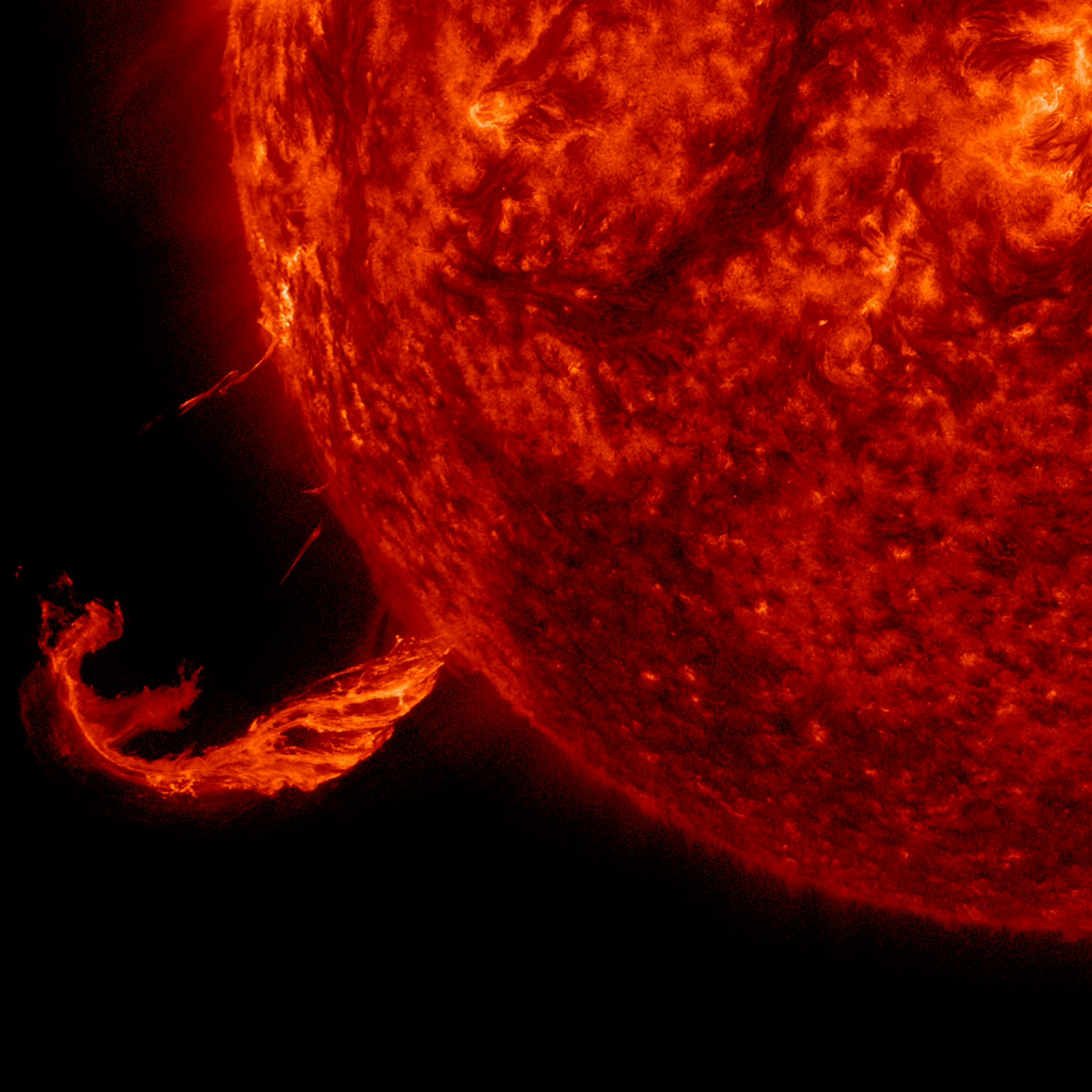
2015年2月24日にNASAのSDOが観測した太陽のコロナ質量放出（出典: NASA / SDO）。これのはるかに大規模な現象が、りゅう座EK星で発生したとみられる。

りゅう座EK星は、頻繁にフレアが発生しており、恒星フレアを観測する恰好の目標となっている。2012年には、ハッブル宇宙望遠鏡による遠紫外線観測で、太陽型星ではそれまでに記録されたことがない大規模フレアが観測され、その減光期には輝線の分光観測にも成功、太陽型星でフレア期間中にスペクトル線の輪郭が取得された初の例となった。
2020年には、京都大学岡山天文台のせいめい望遠鏡やTESSなどが、放出されたエネルギーが観測史上最大級の太陽フレアよりはるかに大きいスーパーフレアを観測した。持続時間は2.2時間に及び、放出された質量は観測史上最大級の太陽フレアの10倍以上に上り、太陽型星でスペクトルが観測された史上最大のフレアであった。若いソーラーアナログでスーパーフレアが発生したことは、太陽系でもかつては、惑星環境が既知のものよりずっと強い影響を太陽から受けていた可能性を示唆する。